# Poospiza goeringi
El hemispingo dorsigrís (Poospiza goeringi), también denominado frutero de lomo pizarro, buscador lomipizarra o hemispingus lomipizarra, es una especie de ave paseriforme de la familia Thraupidae perteneciente al género Poospiza, anteriormente situado en Hemispingus. Es endémico de los Andes venezolanos.

## Distribución y hábitat
Se encuentra únicamente en los Andes de Mérida y norte de Táchira, en el oeste de Venezuela (Cordillera de Mérida).
Esta especie es considerada rara en su hábitat natural: el estrato bajo y los bordes de bosques montanos húmedos de altitud, principalmente entre los 2600 y los 3200 m, generalmente asociado con bambú chusquea.

## Estado de conservación
El hemispingo dorsigrís había sido calificado como vulnerable hasta el año 2016, pero actualmente se lo califica como casi amenazado por la Unión Internacional para la Conservación de la Naturaleza (IUCN); a pesar de su pequeña zona de distribución y su baja población, estimada entre 1500 y 7000 individuos maduros, su hábitat se encuentra todavía intocado y no sufre serias amenazas.

## Sistemática

### Descripción original
La especie P. goeringi fue descrita por primera vez por los zoólogos británicos Philip Lutley Sclater y Osbert Salvin en 1871 bajo el nombre científico Chlorospingus goeringi; su localidad tipo es: «Páramos de Mérida, Venezuela».

### Etimología
El nombre genérico femenino Poospiza es una combinación de las palabras del griego «poas»: hierba, y «σπιζα spiza» que es el nombre común del pinzón vulgar, vocablo comúnmente utilizado en ornitología cuando se crea un nombre de un ave que es parecida a un pinzón; y el nombre de la especie «goeringi» conmemora al naturalista y artista alemán en Venezuela Anton Goering (1836–1905).

### Taxonomía
La presente especie y Poospiza rufosuperciliaris fueron tradicionalmente incluidas en el género Hemispingus. En los años 2010, publicaciones de filogenias completas de grandes conjuntos de especies de la familia Thraupidae basadas en muestreos genéticos, demostraron que las dos especies eran parientes próximas de Poospiza rubecula y Poospiza hispaniolensis por un lado y del par formado por Compsospiza garleppi y Compsospiza baeri por el otro. Burns et al. (2014) propusieron separarlas en un género resucitado Orospingus, retener el género Compsospiza y definir nuevos géneros para rubecula e hispaniolensis. Posteriormente, Burns et al. (2016) recomendaron transferir las cuatro especies para el género Poospiza redefinido. En la Propuesta N° 730 Parte 08 al Comité de Clasificación de Sudamérica (SACC) se aprobó esta modificación taxonómica.
Es monotípica.